# Дятловский район
Дя́тловский райо́н (бел. Дзя́тлаўскі раён) — административная единица на юго-востоке Гродненской области Республики Беларусь. Административный центр — город Дятлово.
Всего насчитывается 227 населённых пунктов, из них 223 — сельские.
Численность населения — 21 949 человек (на 1 января 2025 года).

## Административное устройство
В районе насчитывается 9 сельсоветов:
- Вензовецкий
- Войневичский
- Даниловичский
- Дворецкий
- Дятловский
- Жуковщинский
- Козловщинский
- Новоельнянский
- Поречский

Упразднённые сельсоветы:
- Гербелевичский (13 июля 2007 г.[6])
- Демяновецкий (13 июля 2007 г.)
- Денисовский (30 декабря 2003 г.)
- Меляховичский (с 17 апреля 2021 г.)
- Роготновский (2013)
- Рудояворский (2013)
- Торкачёвский (13 июля 2007 г.)

## География
Площадь 1500 км² (8-е место среди районов Гродненской области).
Территория Дятловского района с её реками и ручьями принадлежит к Неманскому гидрологическому району. На территории района 89 малых рек и ручьев, их протяженность составляет 566 км.
Основные реки — Неман, Молчадь, Дятловка, Щара, Подъяворка. На реке Молчадь построено Гезгаловское водохранилище площадью 120 гектаров. Кроме этого создано 19 искусственных прудов с площадью водного зеркала в 166 га.

#### Рельеф
Территория района находится в пределах Неманской низины на севере и западе, на востоке — у подножья Новогрудской возвышенности. Рельеф возвышенно-равнинный. Преобладает высота 140—200 метров над уровнем моря. Самая высокая точка — 283 метра (на северо-востоке от города Дятлово).
Расположена Липичанская пуща.

## Климат
Средняя температура января −6,1 градусов, июля 17,6 градусов по шкале Цельсия. Осадков выпадает 620 мм в год. Вегетационный период — 193 суток.

## Геральдика
Герб и флаг учреждены Указом Президента Республики Беларусь от 1 декабря 2004 года № 590 и зарегистрированы в Государственном геральдическом регистре Республики Беларусь 16 декабря 2004 года № Б-17 и № Б-18. Одобрены решением Дятловского районного Совета депутатов от 2 декабря 2003 года № 24.

## История
Район образован 15 января 1940 года, тогда ещё в составе Барановичской области. 12 октября 1940 г. разделён на 15 сельсоветов. С 1954 года — в  Гродненской области.
4 мая 1945 года центр района был перенесён в городской посёлок Новоельня.
20 января 1960 года в связи с упразднением Козловщинского района в состав Дятловского района переданы сельсоветы Гербелевичский, Меляховичский, Подвеликовский, Роготновский, Рудояворский и городской посёлок Козловщина с подчиненными поселковому Совету населенными пунктами.
13 февраля 1960 года центр района перенесён в деревню Молдутье. В тот же день Рудояворский сельсовет передан Желудокскому району. 17 апреля 1962 года в результате упразднения Желудокского района два сельсовета (Демяновецкий и Рудояворский) переданы Дятловскому району.
25 декабря 1962 года Дятловский район был упразднён и разделён между Лидским, Слонимским и Новогрудским районами. Однако уже 6 января 1965 г. вновь объявлен районом.
20 октября 1995 года административные единицы Дятловский район и город Дятлово, имеющие общий административный центр, объединены в одну административную единицу — Дятловский район.
За достижение в 2022 году наилучших показателей в сфере социально-экономического развития Дятловский район признан победителем соревнования среди районов. Занесен на Республиканскую доску Почёта.

## Демография
Численность населения — 21 949 человек (на 1 января 2025 года), в том числе городское — 11 617 человек (Дятлово — 7 596 человек, Козловщина — 1 437 человек, Новоельня — 2 584 человек), сельское — 10 332 человек.
Население 22 984 человек (на 1 января 2023 года), в том числе городское — 11 999 человек (г. Дятлово, г. п. Козловщина, г. п. Новоельня).
| Численность населения (по годам) | Численность населения (по годам) | Численность населения (по годам) | Численность населения (по годам) | Численность населения (по годам) | Численность населения (по годам) | Численность населения (по годам) | Численность населения (по годам) | Численность населения (по годам) | Численность населения (по годам) |
| 1996                             | 2001                             | 2002                             | 2003                             | 2004                             | 2005                             | 2006                             | 2007                             | 2008                             | 2009                             |
| -------------------------------- | -------------------------------- | -------------------------------- | -------------------------------- | -------------------------------- | -------------------------------- | -------------------------------- | -------------------------------- | -------------------------------- | -------------------------------- |
| 42 000                           | ▼37 143                          | ▼36 441                          | ▼35 614                          | ▼34 922                          | ▼34 127                          | ▼33 396                          | ▼32 459                          | ▼31 460                          | ▼30 509                          |
| 2010                             | 2011                             | 2012                             | 2013                             | 2014                             | 2015                             | 2016                             | 2017                             | 2018                             | 2019                             |
| ▼29 472                          | ▼28 592                          | ▼27 641                          | ▼26 947                          | ▼26 406                          | ▼25 875                          | ▼25 336                          | ▼24 804                          | ▼24 351                          | ▼23 744                          |
| 2020                             | 2021                             | 2022                             | 2023                             | 2024                             | 2025                             |                                  |                                  |                                  |                                  |
|                                  |                                  |                                  | ▼22 984                          |                                  | ▼21 949                          |                                  |                                  |                                  |                                  |

### Распределение населения по месту жительства
| Место жительства   | население (тыс. чел.) | % от общего |
| ------------------ | --------------------- | ----------- |
| Сельское население | 18,5                  | 57          |
| г. Дятлово         | 8,4                   | 26          |
| г. п. Новоельня    | 3,2                   | 10          |
| г. п. Козловщина   | 2,2                   | 7           |

### Национальный состав
| Национальный состав по переписи населения 2009 года | Национальный состав по переписи населения 2009 года | Национальный состав по переписи населения 2009 года |
| Народ                                               | Численность                                         | %                                                   |
| --------------------------------------------------- | --------------------------------------------------- | --------------------------------------------------- |
| Белорусы                                            | 25 179                                              | 84,77%                                              |
| Поляки                                              | 2755                                                | 9,28%                                               |
| Русские                                             | 1263                                                | 4,25%                                               |
| Украинцы                                            | 276                                                 | 0,93%                                               |
| Армяне                                              | 20                                                  | 0,07%                                               |
| Татары                                              | 16                                                  | 0,05%                                               |
| Литовцы                                             | 11                                                  | 0,04%                                               |
| Немцы                                               | 9                                                   | 0,03%                                               |
| Азербайджанцы                                       | 8                                                   | 0,03%                                               |

### Распределение населения по отраслям
Среднесписочная численность распределения работающего населения по отраслям с января по июль 2008 года.
| Отрасль            | % от общего |
| ------------------ | ----------- |
| Сельское хозяйство | 36          |
| Промышленность     | 15          |
| Образование        | 15          |
| Здравоохранение    | 13          |
| Торговля и питание | 6           |
| Строительство      | 5           |
| ЖКХ                | 5           |
| Связь              | 2           |

### Демографическая ситуация
В 2007 году в районе:
родилось — 274 человека
умерло — 766 человек
Количество семей (по переписи 1999 года) — 11182
Средний размер семьи 2,8.

## Заработная плата
Среднемесячная номинальная начисленная заработная плата (до вычета подоходного налога и некоторых отчислений) в 2017 году в районе составила 594 руб. (около 300 долларов). Район занял 14-е место в Гродненской области по уровню зарплаты (средняя зарплата по области — 703,2 руб.) и 94-е место в стране из 129 районов и городов областного подчинения.

## Экономика

### Промышленность
Промышленность Дятловского района представлена одиннадцатью промышленными предприятиями, на которых занято 1200 человек.
Семь предприятий ориентированы на переработку местного сельскохозяйственного сырья.
Наибольший удельный вес в промышленном производстве района занимает ОАО «Дятловский сыродельный завод».
На территории района действуют три предприятия системы Гродненского областного унитарного предприятия пищевой промышленности «Гроднопищепром» — обособленные структурные подразделения «Поречский спиртзавод», «Дятловский винно-водочный завод» и ОАО «Борковский крахмальный завод».
Впервые в Беларуси производство моторного топлива на основе рапсового масла освоено ОАО «Новоельнянский межрайагроснаб». Кроме того, жмых рапса — это высокоэффективная белковая кормовая добавка для животных. Дальнейшее внедрение данной технологии позволит решить не только проблему производства альтернативных импортозамещающих безотходных технологий, но и повысить эффективность работы агропромышленного комплекса.
Более 60 лет в районе работает коллектив ДП « Дятловская сельхозтехника». И все это время предприятие на должном уровне поддерживает техническое состояние машинно-тракторного парка и оборудования на животноводческих фермах района, осуществляет производство и ремонт машин и оборудования для животноводства и кормопроизводства.
Предприятие льноперерабатывающей промышленности в районе представлено ОАО «Дворецкий льнозавод». В последние годы в основной капитал льнозавода привлечено более 13 млрд рублей инвестиций. В 2009 году будет завершена реконструкция завода с установкой новой импортной высокоэффективной линии по производству льноволокна. География экспорта льноволокна, производимого данным предприятием, многообразна, это Российская Федерация, Литва, Латвия, Эстония, Чехия и даже Китай.
В районе осуществляют деятельность четыре предприятия республиканской формы собственности, это РУП «Новоельнянский комбинат хлебопродуктов», ЧУП «Дятловский коопзаготпром» Дятловского райпотребобщества и с 2008 года в промышленность Дятловского района включены Новоельнянский участок ОАО «Гродногазстройизоляция» и Новоельнянский участок Лидского цеха РПУП «Гродновтормет».
На реке Молчадь создан каскад водохранилищ с пристроенными малыми ГЭС - Гезгальской мощностью 620 кВт и выработкой 5 млн кВт·ч в год и Новосёлковской мощностью 200 кВт.

### Сельское хозяйство
Общая посевная площадь сельскохозяйственных культур в организациях района (без учёта фермерских и личных хозяйств населения) в 2017 году составила 35 171 га (352 км²). В 2017 году под зерновые и зернобобовые культуры было засеяно 15 842 га, под лён — 1260 га, под сахарную свеклу — 1295 га, под кормовые культуры — 13 702 га.
Валовой сбор зерновых и зернобобовых культур в сельскохозяйственных организациях составил 66,6 тыс. т в 2015 году, 39,4 тыс. т в 2016 году, 43,4 тыс. т в 2017 году. По валовому сбору зерновых в 2017 году район занял последнее, 17-е место в Гродненской области. Средняя урожайность зерновых в 2017 году составила 27,4 ц/га (средняя по Гродненской области — 39,7 ц/га, по Республике Беларусь — 33,3 ц/га). По этому показателю район занимал 15-е место в Гродненской области. Валовой сбор свеклы сахарной в сельскохозяйственных организациях составил 66,1 тыс. т в 2016 году, 70,5 тыс. т в 2017 году. По валовому сбору сахарной свеклы в 2017 году район занял 10-е место в Гродненской области. Средняя урожайность сахарной свеклы в 2017 году составила 551 ц/га (средняя по Гродненской области — 533 ц/га, по Республике Беларусь — 499 ц/га); по этому показателю район занял 3-е место в Гродненской области. В 2017 году хозяйства района собрали 971 т льноволокна (урожайность — 7,7 ц/га).
На 1 января 2018 года в сельскохозяйственных организациях района (без учёта фермерских и личных хозяйств населения) содержалось 34 тыс. голов крупного рогатого скота, в том числе 12,2 тыс. коров, а также 16,6 тыс. свиней. По поголовью крупного рогатого скота район занимает 12-е место в Гродненской области, по поголовью свиней — 14-е.
В 2017 году предприятия района произвели 5,2 тыс. т мяса (в живом весе) и 48,5 тыс. т молока. Средний удой молока с коровы — 4043 кг (средний показатель по Гродненской области — 5325 кг, по Республике Беларусь — 4989 кг).

### Торговля
Торговое обслуживание в районе осуществляют 193 торговых объекта всех форм собственности с торговой площадью 12.9 тыс. м², из них в сельской местности — 100 объектов с торговой площадью 5.6 тыс. м².
Функционирует 47 объектов общественного питания на 2.4 тыс. посадочных мест, в том числе общедоступная сеть представлена 24 объектами на 884 посадочных места. Среди них — 2 ресторана, 7 баров, 4 кафе, 7 закусочных, 2 кафетерия, 2 столовые.
Работают 2 рынка на 221 торговое место.
Обеспеченность населения района торговыми площадями составляет 390.4 м² на 1000 жителей при нормативе 260 м², обеспеченность местами в общедоступной сети общественного питания составляет 26.6 посадочных мест на 1000 жителей при нормативе не менее 15.
Бытовые услуги населению района оказывают 80 субъектов хозяйствования всех форм собственности, наибольший удельный вес занимает унитарное коммунальное предприятие «Дятловский комбинат бытового обслуживания населения». Сельское население обслуживается 12 комплексными приемными пунктами, в городе Дятлово и двух городских поселках работают 3 дома быта.
Существующая сеть объектов бытового обслуживания позволяет выполнять норматив обеспеченности рабочими местами на 1000 жителей по видам бытовых услуг, предусмотренных минимальным перечнем государственных социальных стандартов в области бытового обслуживания населения.

## Транспорт и связь
Сеть районного пассажирского транспорта включает в себя 25 пригородных и 5 междугородных маршрутов.
Обслуживает маршруты дочернее унитарное предприятие «Автомобильный парк № 16» республиканского автотранспортного унитарного предприятия «Гроднооблавтотранс» и 4 индивидуальных предпринимателя.
Перевозки грузов железнодорожным транспортом осуществляет станция Новоельня Барановичского отделения Белорусской железной дороги.
Услуги связи в районе оказывают Дятловский районный узел электрической и районный узел почтовой связи. Районным узлом электрической связи постоянно проводится расширение районной сети телекоммуникаций. Ёмкость телефонной сети по состоянию на 1 мая 2008 г. составила 11100 номеров.
Плотность телефонов по району на 1 мая 2008 г. составила:
- — на 100 жителей — 35,08 телефона;
- — на 100 семей в городской местности — 103,9 телефона;
- — на 100 семей в сельской местности — 71,8 телефона.

Дятловское отделение РУП «Белпочта» объединяет 23 структурных подразделения в городе и на селе.

### Автомобильные и железные дороги
Через район проходит железнодорожная линия Лида — Барановичи.
| Автодороги, проходящие через Дятловский район                    | Обозначения |
| ---------------------------------------------------------------- | ----------- |
| Граница Литовской Республики (Бенякони) — Лида — Слоним — Бытень | М11 E 85    |
| Барановичи — Молчадь — Дятлово                                   | Р108        |
| Зельва — Деречин — Медвиновичи                                   | Р142        |
| Любча — Новогрудок — Дятлово                                     | Р10         |

## Здравоохранение
В 2017 году в учреждениях Министерства здравоохранения Республики Беларусь в районе работало 75 практикующих врачей и 336 средних медицинских работников. В пересчёте на 10 тысяч человек численность врачей — 30,8, численность средних медицинских работников — 138 (средние значения по Гродненской области — 48,6 и 126,9 на 10 тысяч человек соответственно, по Республике Беларусь — 40,5 и 121,3 на 10 тысяч человек). По обеспеченности населения средними медицинскими работниками район занимает третье место в Гродненской области после Гродно и Свислочского района. Число больничных коек в учреждениях здравоохранения района — 216 (в пересчёте на 10 тысяч человек — 88,7; средние показатели по Гродненской области — 81,5, по Республике Беларусь — 80,2). По обеспеченности населения больничными койками район занимает 4-е место в области после Свислочского, Зельвенского районов и Гродно.

## Образование
В 2017 году в районе насчитывалось 16 учреждений дошкольного образования (включая комплексы «детский сад — школа») с 0,8 тыс. детей. В 2017/2018 учебном году в районе действовало 16 учреждений общего среднего образования, в которых обучалось 2,5 тыс. учеников. Учебный процесс осуществлял 451 учитель. В среднем на одного учителя приходилось 5,6 учеников (среднее значение по Гродненской области — 7,9, по Республике Беларусь — 8,7). Численность учеников на 1 учителя в Дятловском районе одна из самых низких в области.

## Религия

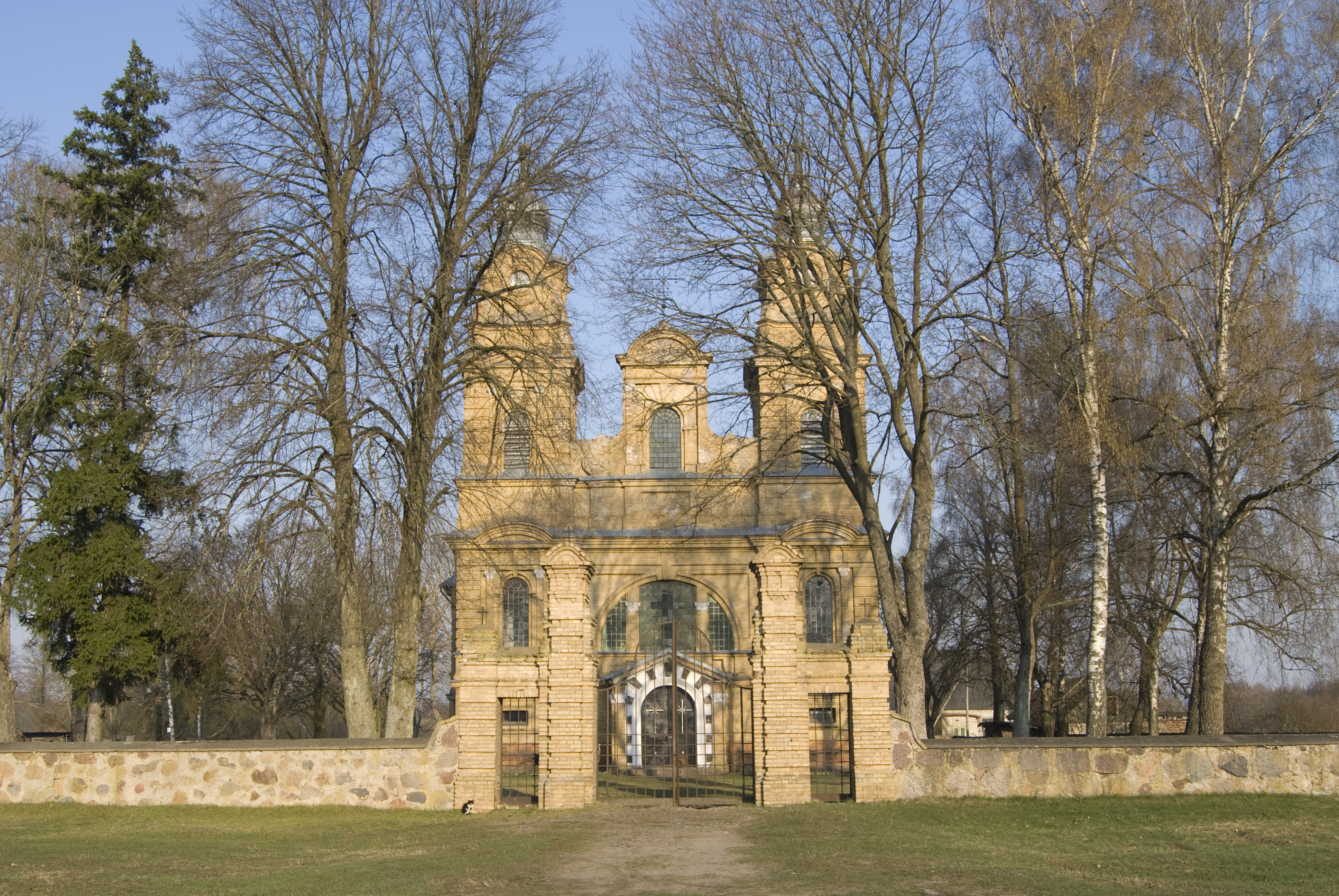
Костёл Божьего Тела в аг. Дворец

Действующие на территории района религиозные общины:
12 православных религиозных общин, 9 православных священников;
10 римско-католических религиозных общин, 6 ксендзов, 2 из них граждане Республики Польша;
4 общины Христиан Веры Евангельской;
2 общины Евангельских Христиан Баптистов.
На территории района находится 21 культовое здание. В 2017 году завершено строительство православного собора в городе Дятлово.
Всего священнослужителей — 21
в том числе:
- православных — 9
- католических — 6
- пастырей — 6

## Культура
Сохранение историко-культурного наследия, создание условий для всестороннего развития личности, роста её творческой инициативы, удовлетворения духовных и эстетических потребностей, развитие культурно-досуговой деятельности — приоритетные направления развития сферы культуры Дятловского района.
В районе работают 28 учреждений культуры клубного типа, в их числе: Дом фольклора, Дом ремёсел, Дома социально-культурных услуг, клуб-музей народного быта, сельские и городские Дома культуры. При клубных учреждениях работает 180 клубных формирований, в том числе 103 детских, в которых занимается 1994 человека, из них 1126 детей. Разножанровые направления кружков художественной самодеятельности и любительских объединений помогают развитию творческого потенциала участников и представляют широкую палитру самодеятельного творчества Дятловщины.
Девять коллективов имеют звание «Народный»:
хор ветеранов «Ветераны в строю» — Дятловский ГДК;
духовой оркестр — Новоельнянский ГДК;
эстрадный оркестр «Акцент» — Новоельнянский ГДК;
фольклорные коллективы Охоновского, Погирского сельских клубов и Студеровщинского Дома фольклора;
театр студии игры «Прымаю» — Дятловский РМЦ;
ансамбль народных инструментов «Дятловский калейдоскоп» — Дятловская ДШИ;
драматический коллектив «Надежда» — Козловщинский ГДК.
За пределами района и области хорошо известны: духовой оркестр и эстрадно-духовой оркестр «Акцент» Новоельнянского городского Дома культуры, хор ветеранов войны и труда «Ветераны в строю» Дятловского районного Дома культуры, фольклорные коллективы деревень Студеровщина, Погиры, Охоново, ансамбль народных инструментов «Дятловский калейдоскоп» Дятловской детской школы искусств.
В учреждениях культуры клубного типа особое внимание уделяется изучению запросов населения по различным направлениям культурного обслуживания. Совершенствуются культурно-просветительные формы работы с ветеранами войны, инвалидами, пожилыми людьми, неблагополучными семьями. Стало доброй традицией проведение праздников малонаселённых и отдалённых деревень.
Сеть библиотек Дятловского района составляет 27 учреждений.
Ежегодно обслуживается более 22 тысяч читателей, библиотечный фонд насчитывает более 453 тысячи экземпляров книг.
В районе работают 2 детские музыкальные школы и 3 детские школы искусств. В 2007 году открыта Гезгаловская ДШИ. В школах открыты: декоративно-прикладные, хоровые отделения. Работают филиалы в аг. Дворец (Новоельнянской ДШИ), д. Леоновичи (Козловщинской ДМШ). Всего в школах и филиалах занимается 509 детей, что составляет 16,1 % от общего числа учащихся общеобразовательных школ района.
Дятловский историко-краеведческий музей ежегодно обслуживает более 6 тысяч человек, организует около 10 выставок и 120 экскурсий. Систематически обновляются экспозиции, приобретаются новые экспонаты. В 2016 году в нём насчитывалось 14,8 тыс. музейных предметов. В 2016 году музей посетили 7,9 тыс. человек.
В аг.  Дворец расположена Этнографическая экспозиция «Побытавая культура беларускага селяніна» отдела культуры и досуга «Дворецкий Дом культуры» ГУК «Дятловский районный центр культуры и народного творчества» (2018 г.).

## Достопримечательность

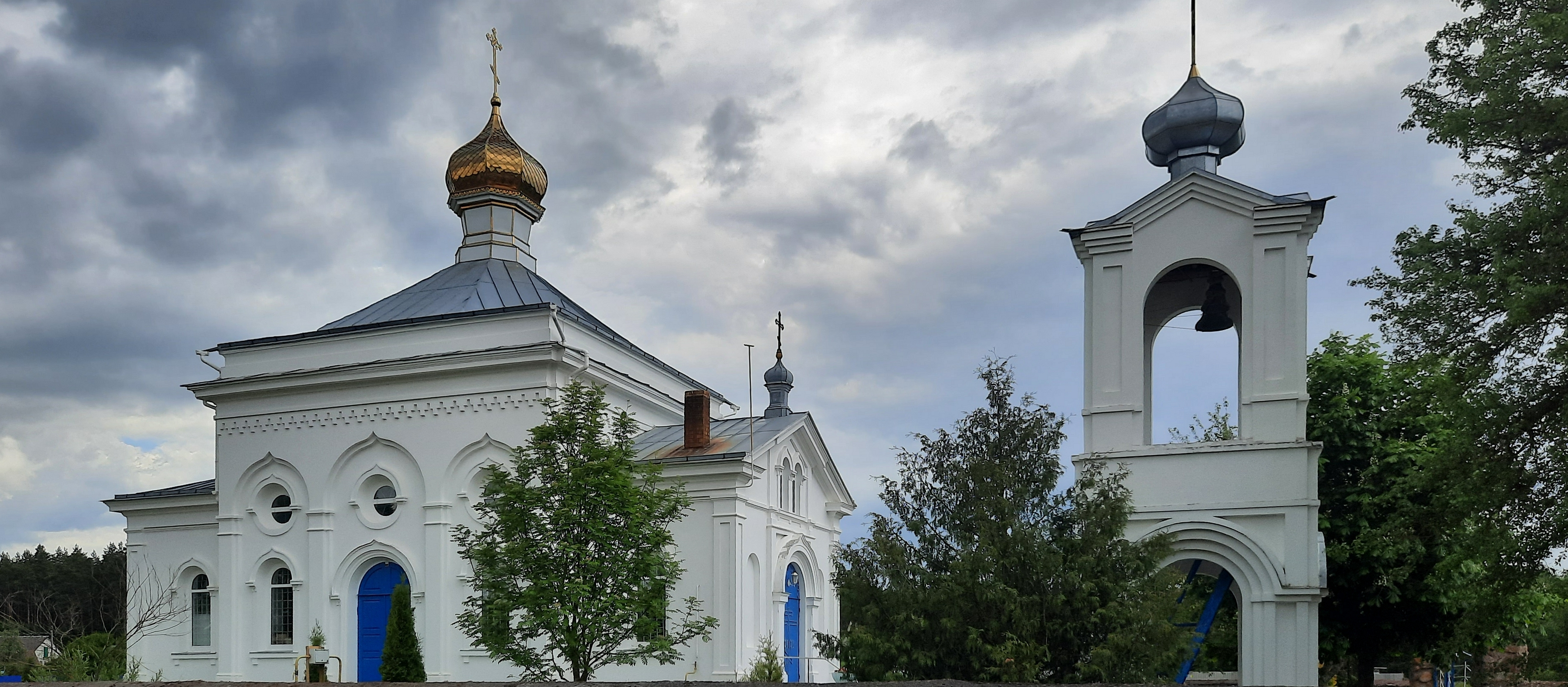
Церковь Рождества Пресвятой Богородицы в г. п. Новоельня

- Церковь Рождества Пресвятой Богородицы в г. п. НовоельняЦерковь Преображения Господня в г. Дятлово (1839)
- Костёл Вознесения Пресвятой Девы Марии в г. Дятлово (1648)
- Дворец Радзивиллов в г. Дятлово
- Собор в честь новомучеников и исповедников Церкви Русской в г. Дятлово
- Церковь Святых апостолов Петра и Павла в аг. Вензовец (1875)
- Церковь Воздвижения Креста Господня в аг. Войневичи (1897)
- Свято-Успенская церковь (начало XX века) в г. п. Козловщина
- Костёл Божьего Тела в аг. Дворец (1904)
- Церковь Покрова Пресвятой Богородицы в аг. Дворец (1866-1869 гг.)
- Церковь Рождества Пресвятой Богородицы (1876—1879) в г. п. Новоельня
- Железнодорожная станция (1923) в г. п. Новоельня
- Мемориальная колонна XVIII—XIX вв. в г. п. Новоельня
- Церковь Святителя Николая Чудотворца в д. Ногородовичи (вторая половина XIX века)
- Церковь Святых мучеников благоверных князей Бориса и Глеба в д. Накрышки (1836)
- Костел Святых Ангелов-Хранителей в аг. Роготно (XIX век)
- Усадьба Игнатия Домейки «Жибортовщина» (1819)
- Мемориал «Дети лихолетья» в г. Дятлово

### Памятник природы, заказник
- Липичанская пуща
- «Тростянка-Моргаль» — заказник местного значения

## Средства массовой информации
С сентября 1944 года в районе издается общественно-политическая газета «Перамога» («Победа»), основанная Дятловским районным Советом депутатов, Дятловским районным исполнительным комитетом и коллективом редакции. Тираж — 3696 экземпляров.